# 李芸 (官員)
李芸，四川蓬溪人，監生出身，是中國清朝官員。李芸於嘉慶19年（1814年）上任台灣府經歷，隸屬於台灣道台灣府，為台灣清治時期的地方官員，官職品等則為正七品以下，該官職主要從事台灣府府內典簿奏章的收發與校注，也分掌章奏文書。
李芸旋於嘉慶21年（1816年）署台灣府淡水廳大甲溪巡檢，成為中臺灣重要的地方官員。
| 前任： 宋楘 | 台灣府經歷 1814年上任 | 繼任： 徐鍔   |
| 前任： '無' | 大甲巡檢 1816年上任   | 繼任： 周承藻 |